# Rodinný rozpočet

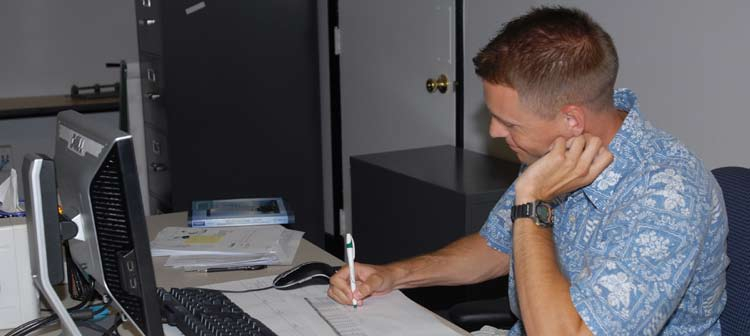
Sestavování rodinného rozpočtu

Rodinný rozpočet je plán finančního hospodaření domácnosti. Jeho vytvoření vede k získání kontroly nad finanční situací rodiny a ke snížení rizika jejích zbytečných výdajů a případného zadlužování. Lze tím najít zdroje pro rezervy a úspory v rodinném rozpočtu a připravit se tak na nečekané výdaje. Podle sociologických průzkumů má totiž problémy vyjít s penězi každý třetí člověk a v případě nenadálých výdajů má finanční problémy polovina domácností v České republice. Navíc finanční problémy jsou podle sociologů skutečným důvodem rozpadu odhadem šedesáti až osmdesáti procent manželství. Princip tvorby rozpočtu představuje sumarizaci všech příjmů a výdajů rodiny uspořádaných podle určitých kategorií, jejich vzájemné porovnání, zajištění rovnováhy mezi příjmy a výdaji a také pozdější přizpůsobování rodinného rozpočtu aktuálním životním skutečnostem. Sestavení rodinného rozpočtu je tedy podobné tvorbě rozpočtu firem, které také sumarizují své náklady i výdaje a vzájemně je porovnávají ve snaze o tvorbu co možná největšího zisku. Ke zpracování rodinného rozpočtu je možné využít buď tužku, papír a kalkulačku, ale také osobní počítač, popřípadě též internet. Aby však byl rozpočet efektivní, je po jeho vytvoření třeba důsledně dodržovat jím nastavená pravidla.

## Tvorba rodinného rozpočtu
Sestavování rodinného rozpočtu lze rozčlenit do pěti fází:
1. Přehled všech příjmů
2. Seznam výdajů
3. Porovnání příjmů a výdajů
4. Přehodnocení a přizpůsobení výdajů
5. Aktualizace rozpočtu

Veškeré propočty rodinného rozpočtu je třeba tvořit pro jednotné časové období (například měsíc). Všechny položky se pak k tomuto časovému období budou vztahovat. Není-li frekvence konkrétní posuzované finanční položky rovna zvolené délce časového období, je nutné tuto položku ke zvolenému období poměrově přizpůsobit. Pro tvorbu opravdu důkladného rodinného rozpočtu je nutné přistoupit k zhodnocení počátečního stavu všeho v rodině (celé domácnosti, všech věcí, i s jejich expirační dobou, nejen příjem a výdaje). Např. je podzim, ale již teď víme, že na jaro budou potřeba boty pro dítko. Musíme toto do svého rozpočtu zahrnout. A to nejen jako položku k propočtu, ale jako přehled pro nutnou rezervu.

### Přehled všech příjmů
V první fázi dochází k evidování všech příjmů rodiny. Tyto příjmy je nutné uvažovat jako čisté, tedy až po zdanění. Mezi příjmy se řadí:
- mzdy[5][8]
- výdělky z brigád či přivýdělky z podnikání[9]
- příjmy ze spoření (úroky)[8]
- důchod (starobní, invalidní, sirotčí, vdovský, vojenský)[8]
- dávky[8]
- výpomoc od rodičů a přátel[8]
- výživné[9]
- výnos z pronájmu (nemovitostí apod.)[9]
- dividendy

### Seznam výdajů
| Bydlení, voda, energie, paliva               | 21,7 |
| Potraviny a nealkoholické nápoje             | 19,3 |
| Ostatní zboží a služby                       | 11,1 |
| Doprava                                      | 10,7 |
| Rekreace a kultura                           | 10,2 |
| Bytové vybavení, zařízení domácnosti; opravy | 6,2  |
| Odívání a obuv                               | 5,0  |
| Stravování a ubytování                       | 5,0  |
| Pošty a telekomunikace                       | 4,6  |
| Alkoholické nápoje, tabák                    | 2,8  |
| Zdraví                                       | 2,7  |
| Vzdělávání                                   | 0,7  |

Další fáze sestavování rodinného rozpočtu spočívá v sumarizaci všech vydání rodiny. Lze je rozdělit na výdaje nutné a zbytné:
- výdaje nutné
  - nájemné[5]
  - splátky hypotéky, spotřebních úvěrů, leasingu a kreditních karet[8]
  - pojištění[8]
  - bankovní poplatky[5]
  - platby na spoření (např. stavební) a připojištění (důchodové, penzijní či životní)[2]
  - tvorba finanční rezervy (cca 3 až 15 % z čistých příjmů nebo nákladů domácnosti)[2]
  - koncesionářský poplatek za rozhlas a televizi (i kabelovou)[5][9]
  - platba za elektřinu, vodu, plyn, topení, telefony (i mobilní) a internet[5]
  - výdaje na dopravu nebo provoz automobilu[5] (včetně jeho pojištění)[8]
  - potraviny[5]
  - drogerie, kosmetika[8] a kadeřnictví[9]
  - léky[5]
  - běžné oblečení[5]
  - potrava a péče o domácí mazlíčky[8]
  - údržba domácnosti či zahrady[8]
  - školné a školní pomůcky[8]
  - kroužky[2]
  - kapesné dětem[9]
  - oprava oděvů, bot a dalších nezbytností
- výdaje zbytné
  - kouření[8] (e-cigarety, žvýkací tabák)
  - jídla v restauracích a v podnicích rychlého občerstvení[8]
  - oslavy svátků (Vánoce, jmeniny, narozeniny)[8]
  - módní oblečení[8]
  - koníčky, sport, nákupy pro radost, kina a divadla[8]
  - dovolená[8]
  - vybavení domácnosti[8]

Ke stanovení výdajů může posloužit přesná evidence všeho, co se za dané časové období v rodině vydá (včetně finančního vyčíslení poměrových částí spotřebovaných ingrediencí pro vaření). Jiným řešením pro zjištění vydaného objemu finančních prostředků je vytvoření si denních limitů (například na nákup potravin) a tyto limity pak po celé časové období dodržovat.

### Porovnání příjmů a výdajů
Ve třetí fázi sestavování rodinného rozpočtu dochází k porovnání součtu veškerých příjmů se sumářem všech výdajů. Tyto dvě hodnoty by se sobě měly rovnat. V případě, že jsou vydání větší než příjmy, je třeba snížit výdaje nebo navýšit příjmy, popřípadě provést obojí. V opačném případě, kdy jsou příjmy vyšší než výdaje, je vhodné zvýšit částku určenou na spoření k tvorbě finanční rezervy.

### Přehodnocení a přizpůsobení výdajů
I přes to, že jsou třeba příjmy domácnosti vyšší než její výdaje, je vhodné provést jejich bilanci a případné úpravy vydání. Zvažuje se totiž, zda je třeba mít zbytné (ale i nutné) výdaje ve stávající výši, tedy zda by je nešlo snížit. Podle Jana Harbáčka ze společnosti Partners Financial Services by ideální rozdělení finančních výdajů mělo být následující:
- 10 % na kontě finanční svobody – dlouhodobé úspory, které se budou investovat ve snaze jejich zhodnocení
- 10 % na kontě pro radost – koupě oblíbených věcí či dovolených
- 50 % na kontě běžných nákupů – výdaje na bydlení, jídlo, telefony
- 10 % na kontě velkých nákupů – finance střádané na pořízení nákladnějších věcí (pračka, lednička nebo nábytek)
- 10 % na vzdělávacím kontě – vydání na kurzy, školení či vzdělávací literaturu
- 10 % na kontě dárků a charity – finance na veškeré dárky (vánoční, narozeninové, svatební), pozornosti blízkým a vydání potřebným (charita)

Provést lze též změnu využívaných bankovních produktů (kupříkladu místo netermínovaných účtů využít vklady termínované) nebo volné finance investovat (do fondů, ukládat je do bank na termínované vklady či spořicí účet, nakupovat akcie nebo dluhopisy, stát se společníkem nadějného podnikatele, nakupovat a pronajímat nemovitosti anebo finance zkoušet zhodnotit v loteriích či jiných hrách). Větší část volných příjmů se doporučuje ukládat na spořicí účet a zbývající část investovat kupříkladu do podílových fondů. Není totiž dobré investovat všechno na jeden účel, nýbrž lepší je rozdělit své úspory mezi více produktů.
Péči o investice lze svěřit finančnímu odborníkovi nebo mohu investovat sám. Během investování je však nutné sledovat a vážit míru rizika, likvidity a výnosu investic. Výhody u všech tří pohledů nelze najednou zajistit (nelze mít vysoký výnos zároveň s vysokou bezpečností a likviditou). Například stavební spoření sice vykazuje nízké riziko a vysoký výnos, avšak má nízkou likviditu.

### Aktualizace rozpočtu
Aby rozpočet odpovídal skutečnosti, je třeba provádět jeho aktualizaci a zahrnovat do něj aktuální potřeby či vydání domácnosti. Kontrolu rozpočtu se doporučuje provádět jednou za měsíc, za půl roku či jednou za rok.
Jednou za rok se také doporučuje prohlédnout smlouvy uzavřené domácností (např. na pojištění, faktury za energie, mobilní služby atd.) a porovnat, jestli členové domácnosti opravdu využívají všechno, za co platí, nebo, jestli není dobré změnit objem či jiné podmínky těchto nakupovaných služeb. Třeba proto, že od uzavření pojištění domácnosti proběhly změny v zakoupené výbavě, neomezený mobilní tarif není plně využitý nebo dodávky elektřiny u zvoleného dodavatele přestaly patřit k těm levnějším.

## Nástroje ke zpracování rodinného rozpočtu
Ke zpracování rodinného rozpočtu lze využít papír, tužku a kalkulačku nebo některý z počítačových programů.

### Papír, tužka a kalkulačka
Během tvorby rodinného rozpočtu pomocí papíru, tužky a kalkulačky dochází k evidenci příjmů a výdajů rodiny na papíry či do sešitu. Výpočty jsou prováděny ručně a hrozí u nich nebezpečí výskytu chyby.

### Tabulkový procesor
Přehledy lze sestavovat v tabulkových procesorech, jimiž mohou být například programy Microsoft Excel či OpenOffice.org Calc. Oproti zápisu rozpočtu na papír umožňují jeho případné snadné rozšiřování či upravování. Navíc je možné zpracovaný rozpočet uložit a později se k němu vrátit. Také je možné zkoušet různé ekonomické propočty a sledovat jejich projevy. Aby však vynikly rozdíly a výhody zpracování rodinného rozpočtu tabulkovým procesorem oproti papíru s tužkou a kalkulačkou, je třeba, aby zpracovatel rodinného rozpočtu uměl s počítačovým programem pracovat a využíval během práce i zabudované funkce těchto programů (například sčítání). Využít ovšem lze již připravené soubory (formuláře) pro tabulkové procesory, které jsou k dispozici na internetu.

### Počítačový program
Ke zpracování rodinného rozpočtu lze využít počítačový program, který je možné získat například na internetu. K dispozici jsou kupříkladu program „Domácí Hospodářství“ či „RQ Money“. Tyto programy již mají předem připravené (ale modifikovatelné) kategorie příjmů a výdajů, v rámci nichž lze rozpočet vyhodnocovat, tvořit jeho statistiky či přehledy a graficky jej zobrazovat.

### Webová kalkulačka
Porovnání příjmů a výdajů domácnosti je možné spočítat také v kalkulačkách dostupných na webu. Tyto kalkulačky mají předem definované kategorie příjmů i vydání a nelze je nijak upravovat. Neumožňují také jakoukoliv archivaci zadaných údajů, neboť při zavření okna prohlížeče se stránkou webové kalkulačky, dochází k výmazu zadaných hodnot.

## Alternativní způsoby rodinného hospodaření
Rodinné finance lze spravovat i jiným způsobem. Příjmy lze rozdělit do obálek či hrníčků, přičemž každá z takto separovaných částí bude určena na jiný účel finančních výdajů (například na bydlení, výdaje na energie, na provoz automobilu atp.). Z jednotlivých skupin se pak podle charakteru vydání odebírají vydávané finanční částky.
V případě, že rodinné finanční transakce probíhají především bezhotovostně, si lze v bance založit (někdy i bezplatně) více účtů. Ty si pak podle jednotlivých druhů vydání vzájemně odlišit (například jejich pojmenováním) a finanční částky poté na jednotlivé účty převádět pomocí nastavených bezhotovostních převodů. Vydání pak budou prováděna z příslušných účtů a lze tak sledovat množství vydaných finančních prostředků na ten který účel.